# Bombala Council
Koordinaten: 36° 55′ S, 149° 14′ O

Bombala Council war ein lokales Verwaltungsgebiet (LGA) im australischen Bundesstaat New South Wales. Das Gebiet war 3.944 km² groß und hatte etwa 2.400 Einwohner. 2016 ging es in der Snowy Monaro Region auf.
Bombala lag im äußersten Südosten des Staates an der Grenze zu Victoria etwa 200 km südlich der australischen Hauptstadt Canberra und 540 km nordöstlich von Melbourne. Das Gebiet umfasste 67 Ortsteile und Ortschaften, darunter Ando, Bibbenluke, Bombala, Cathcart, Cooma, Corrowong, Craigie, Delegate, Maharatta und Rockton. Der Verwaltungssitz des Councils befand sich in der Stadt Bombala im Osten der LGA, wo zuletzt etwa 1.200 Einwohner lebten.
Bombala nennt sich auch „Platypus Country“, das Land des Schnabeltiers.

## Verwaltung
Der Council von Bombala hatte neun Mitglieder, die von allen Bewohnern der LGA gewählt wurden. Bombala war nicht in Bezirke untergliedert. Aus dem Kreis der Councillor rekrutierte sich auch der Mayor (Bürgermeister) des Councils.